# Piletocera reducta
Piletocera reducta là một loài bướm đêm trong họ Crambidae.